# 코먼웰스 (미국의 도서 지역)
코먼웰스(Commonwealth)는 미국의 비통합 영토 2곳(북마리아나 제도와 푸에르토리코)에서의 공식 명칭에 사용하는 용어이다. 과거 필리핀이 미국의 지배 하에 있었을 때도 공식 명칭을 필리핀 코먼웰스로 부르기도 하였다.
2013년 미국 국무부 정책에 따르면, "코먼웰스"라는 용어는 특정한 정치적 지위나 관계를 나타내는 것이 아니며, 주가 아닌 지역에 적용된 경우 자기의 헌법에 따라 자치를 실시하며 미국 의회가 자치권을 일방적으로 박탈하지 않을 지역을 광범위하게 아우르는 용어라고 정의하고 있다.

## 현재의 코먼웰스

### 푸에르토리코 코먼웰스
현재 미국의 도서 지역 중 제일 먼저 코먼웰스를 사용한 곳은 1952년 채택한 푸에르토리코(Commonwealth of Puerto Rico)로, 스페인어 이름은 푸에르토리코 자유 연합주(스페인어: Estado Libre Asociado de Puerto Rico)이다. 푸에르토리코는 1898년 미국-스페인 전쟁 이후 미국 영토가 되었으며, 1950년 의회에서의 푸에르토리코 헌법 제정 허가(P.L. 81-600)를 거쳐 1952년 공화정 정부를 수립하는 것을 골자로 한 헌법이 통과되었다. 푸에르토리코의 정치적 지위, 특히 해외 영토로 남을 것인지, 주로 편입될 것인지, 완전 독립할 것인지는 푸에르토리코, 미국 의회, 유엔 모두에서 지속적인 논란거리가 되고 있다. 이로 인해 수많은 주민투표가 치뤄지고 대통령령과 의회 법령이 제정되었으나, 현재도 푸에르토리코의 지위를 결정할 수 있는 유일한 단체는 미국 의회밖에 남아있지 않다.
2008년 11월, 연방 법원 판사는 의회가 취한 일련의 조치가 푸에르토리코의 지위를 비법인에서 법인으로 변경하는 누적 효과를 가져왔다고 판결했다. 그러나 이 사건은 법정에 계류 중이며 미국 정부는 계속해서 푸에르토리코를 비법인으로 간주하고 있다. 푸에르토리코 변호사는 이 섬을 '반주권'이라고 불렀다.
푸에르토리코는 "코먼웰스"라는 용어를 사용하지만 자유연합협정(미크로네시아, 팔라우, 마셜 제도)과는 다르다. 이 세 국가는 주권국으로 완전한 외교권을 가지나, 푸에르토리코는 미국의 영토로 간주된다.
푸에르토리코는 1900년 포에이커법에 따라 법인 영토 지위를 얻었으며, 1917년 존스-샤프로스법을 통해 개정되었다. 1951년 미국 의회는 주민에 의한 푸에르토리코 헌법 제정을 허가하였으며, 1952년 제정안을 통과시켰다. 푸에르토리코 정부는 독립, 코먼웰스, 주로의 편입을 두고 여러 차례 주민투표를 진행하였는데, 1967년, 1993년, 1998년 주민투표 모두 코먼웰스안이 승리하였다. 2012년에는 전체 투표자 중 54%가 현재 지위 유지에 반대하였으며, 이 중에서는 주로의 편입이 득표수 61.16%, 자유연합협정이 33.34%, 완전 독립이 5.49%를 얻었다. 2017년에는 주로의 편입이 97.18%, 독립 또는 자유연합협정이 1.5%, 현재 상태 유지가 1.32%를 얻었는데, 이는 현상 유지를 지지하는 인민민주당이 투표를 보이콧하며 투표율이 22.93%밖에 되지 않았기 때문이었다. 2020년 푸에르토리코 주민투표에서는 투표율이 54.72%였으며, 이 중 주로의 편입 찬성이 52.52%, 반대가 47.48%였다.
푸에르토리코 주민은 미국 시민권이 있으며 하원에서 발언권을 가지는 푸에르토리코 파견대표를 선출할 수 있다. 미국 우정청, 연방수사국, 군인 등 연방에 직접 고용된 경우가 아닌 경우, 푸에르토리코 주민은 연방 소득세를 납부할 필요가 없으나, 다른 세금은 납부하여야 한다. 푸에르토리코는 대통령을 선출하는 선거인단에 참여하지 못한다.
푸에르토리코는 올림픽에서의 자체 선수단 등 여러 국제 스포츠 행사에 스스로의 자격으로 참가하고 있다. 이 외에도 유엔 라틴아메리카 카리브 경제 위원회, 이베로아메리카 국가 기구, 이베로아메리카 정상회의 등 여러 국제 기구에도 참가하고 있다.

### 북마리아나 제도 코먼웰스
1976년 미국 의회는 북마리아나 제도와 맺은 "미국과의 정치 코먼웰스으로서의 북마리아나 제도 코먼웰스 (CNMI) 설립 약정"(Covenant to Establish a Commonwealth of the Northern Mariana Islands (CNMI) in Political Union with the United States)을 통과시켰다. 2009년 11월 28일 이전에는 북마리아나 제도에 별도의 이민 체계가 존재하였으며 미국의 이민법이 적용되지 않았으나, 2009년 11월 28일부터는 이민법 등 관련 미국 법령을 적용하기 시작하였다.

### 의회 내에서의 대표성
도서 지역은 상원과 하원을 통틀어 연방 법령 제정 과정에 참여할 수 없다. 미국 헌법 제1조 제3항에는 미국의 모든 주는 상원 의원 2명씩을 가진다고 명시되어 있으나, 도서 지역에 대해서는 규정하지 않고 있다.
헌법 제1조 제2항에는 하원 의원은 인구 비례에 따라 결정하되 각 주당 최소 1명을 보장한다는 내용이 있으나, 마찬가지로 도서 지역에 대해서는 규정하지 않고 있다. 하지만 도서 지역은 파견대표를 통해 제한적이나마 의견을 표시할 수 있는데, 이 파견대표는 위원회에서는 표결할 수 있지만 본회의에서는 투표권이 없다.

## 과거의 코먼웰스

### 필리핀 코먼웰스
1935년 11월 15일부터 1946년 7월 4일까지 존재했던 필리핀 자치령의 공식 이름은 필리핀 제도 코먼웰스(Commonwealth of the Philippine Islands)이었다. 미국은 1934년 필리핀의 독립을 약속하였으나, 10년 간의 유예기를 두었다.

## 같이 보기
- 코먼웰스 (미국의 주)
- 푸에르토리코의 정치
- 북마리아나 제도의 정치
- 미국의 해외 영토
- 미국의 주